# أبو القاسم الإبراهيمي
الشيخ أبو القاسم بن زين العابدين الإبراهيمي الكرماني (1314 هـ - 1389 هـ). هو رجل دين شيعي إيراني يُقال له كذلك سركار آغا. كان زعيماً دينياً للشيخية الكرمانية؛ توَّلت أسرته ابتداءً من جدِّه محمد كريم خان الكرماني بزعامة المدرسة الشيخية الكرمانية، والتي استمدَّت اسمها من اسم مدينتهم كرمان.

## ولادته ونشأته
كانت ولادة الإبراهيمي في العشرين من ذي الحجَّة 1314 هـ، ونشأ برفسنجان التي تعد من توابع كرمان وتقع شمال غرب كرمان، وبها ابتدأ دراساته الدينيَّة، وانتقل به والده مرَّة أخرى إلى كرمان سنة 1324 هـ وبها درس علوم اللغة العربيَّة على أحمد بهمنيار [الفارسية] حتى وقعت الثورة الدستورية وهاجر الأستاذ إلى خراسان؛ انتقل التلميذ للدراسة على محمد جواد بهمنيار الشقيق الأكبر للأستاذ الأوَّل، فقرأ عليه المنطق والفقه والأصول وغيرها حتى وفاة الأستاذ، كما التزم حضور دروس والده.

## وفاته
ذكر الطالقاني أنَّ وفاة الإبراهيمي كانت بمشهد في الثامن عشر من شهر رمضان 1389 هـ، وأنَّه «شيع من قبل رئيس الأستانة وحمل جثمانه خدّام الحرم الرضوي وشيَّعه كثير من أهالي خراسان». فيما ذُكر في ترجمته الواردة في موسوعة مؤلِّفي الإمامية أنَّ وفاته كانت بطهران.

## مؤلفاته
للإبراهيمي عدد من المؤلفات والكتب والرسائل باللغتين الفارسية والعربية، ومنها:
| - اجتهاد وتقليد. فارسي في بابين، أحدهما: بيان منشأ الاجتهاد والتقليد، والآخر: تقليد الميت، ويحوي كذلك تتميم في بيان مسألة وحدة الناطق. - أرض تسعين. فارسي في أحكام الصلاة والصيام في القطبين، وكيفية تعيين أوقات الصلاة فيهما. - ترجمة إيضاح الاشتباه وتتميمه. ترجمة لكتاب إيضاح الاشتباه وتتميم هذا الكتاب، والكتاب وتتميمه من تأليف زين العابدين الكرماني - والد المترجم -. - التفسير. فارسي في تفسير لآيتين من آيات القرآن. - تنزيه الأولياء. فارسي يتكون من مقدمة وستين سؤالاً مع أجوبتها، وقد ضمَّت أجوبة عن الإشكالات الواردة على كتاب إرشاد العوام لجدِّه محمد كريم خان الكرماني. - توضيح حديث. ذُكر في موسوعة مؤلفي الإمامية أنَّ هذا الكتاب: جواب لسؤال الشيخ حسن السردرودي عن حديث ذكر فيه أن وصي النبي يجب أن يعمر بعده (30) سنة لا أقل ولا أكثر. - رجوم الشياطين. ترجمة فارسية لأحد مؤلفات جده محمد كريم الكرماني العربية. - رحلة بغداد. عربي في رد على محمد بن مهدي الخالصي. - رسالة في أجوبة مسائل الملا عباس الحسيني. رسالة عربية حاوية لأجوبته عن ثمان مسائل دينية للملا عباس الحسيني من العراق. - رسالة في أحكام الرضاع. رسالة مختصرة في بعض أحكام الرضاع. - رسالة في جواب السيد عبد الله المحمدي رسالة فارسية كتبها رداً على المحمدي الذي أشكل على بعض عقائد الشيخية. | - رسالة في الوصية. رسالة عربية في إجابة بعض مسائل الوصية. - شريفيه. رسالة فارسية تحوي مجموعة أجوبته عن ستة وعشرين سؤالاً مختلفاً وجهها إليه علي أكبر شريف الواعظين. - شكايت نامه. فارسي. - شكوى الملهوف. عربي، وهو مختصر من أصول العقائد. - فكرت. رسالة فارسية تحوي أجوبته عن خمسة عشر سؤالاً وجهها إليه علي دركي. - فلسفيه. رسالة فارسية تحوي أجوبته عن ستة وعشرين سؤالاً لمحمد تقي فلسفي في بيان عقائد فرقة الشيخية، كعقيدتهم في معراج النبي محمد، وحب أهل البيت، ووظائف الشيعة عند غيبة الإمام، والمعاد، وغيرها. - فهرست كتب شيخ أحمد احسائي وسائر مشايخ عظام. فهرس فارسي لمؤلفات علماء الشيخية. - منتخب الأحاديث. فارسي في ترجمة مجموعة من أحاديث المواعظ والأخلاق - مواعظ. فارسي يتكون من ثلاثة وستين مجلساً. - هدايت نامه در جواب شكايت نامه. فارسي في الدفاع عن الشيخية. - هفت مسأله. رسالة فارسية تحتوي أجوبته عن سبع مسائل دينية وجهها إليه الشيخ علي أكبر شريف الواعظين - وادي السلام. فارسي. |